# Museu Afro Brasil
O Museu Afro Brasil é um museu histórico, artístico e etnológico, voltado à pesquisa, conservação e exposição de objetos relacionados ao universo cultural do negro no Brasil. Localiza-se no Parque do Ibirapuera, em São Paulo, no "Pavilhão Padre Manuel da Nóbrega" – edifício integrante do conjunto arquitetônico do parque concebido na década de 1950 pelo arquiteto Oscar Niemeyer, com projetos estruturais do engenheiro Joaquim Cardozo. Inaugurado em 2004, o Museu Afro Brasil é uma instituição pública, subordinada à Secretaria Estadual de Cultura e administrada por uma organização da sociedade civil.
Conserva um acervo de aproximadamente 6 mil obras, entre pinturas, esculturas, gravuras, fotografias, documentos e peças etnológicas, de autores brasileiros e estrangeiros, produzidos entre o século XV e os dias de hoje. O acervo abarca diversas facetas dos universos culturais africano e afro-brasileiro, abordando temas como a religião, o trabalho, a arte, a diáspora africana e a escravidão, e registrando a trajetória histórica e as influências africanas na construção da sociedade brasileira. O museu também oferece diversas atividades culturais e educacionais, exposições de longa duração, temporárias, itinerantes e virtuais. Conta com um teatro e uma biblioteca especializada.

## Histórico
O Museu Afro Brasil nasceu por iniciativa de Emanoel Araújo, artista plástico baiano, ex-curador da Pinacoteca do Estado de São Paulo e atual curador do museu. Ao longo de duas décadas, Emanoel Araújo realizou uma série de pesquisas, publicações e exposições relacionadas à herança histórica, cultural e artística do negro no Brasil. A partir da década de 1990, o artista plástico organizou importantes mostras sobre o tema, em diversas cidades do Brasil e em alguns países europeus, culminando com duas megaexposições: Negro de Corpo e Alma, apresentada durante a "Mostra do Redescobrimento", em 2000, e Brazil: Body and Soul, no Museu Guggenheim de Nova Iorque, em 2001. Durante esse tempo, Emanoel Araújo também amealhou uma valiosa coleção particular, com mais de 5 mil obras referentes ao universo cultural afro-brasileiro.

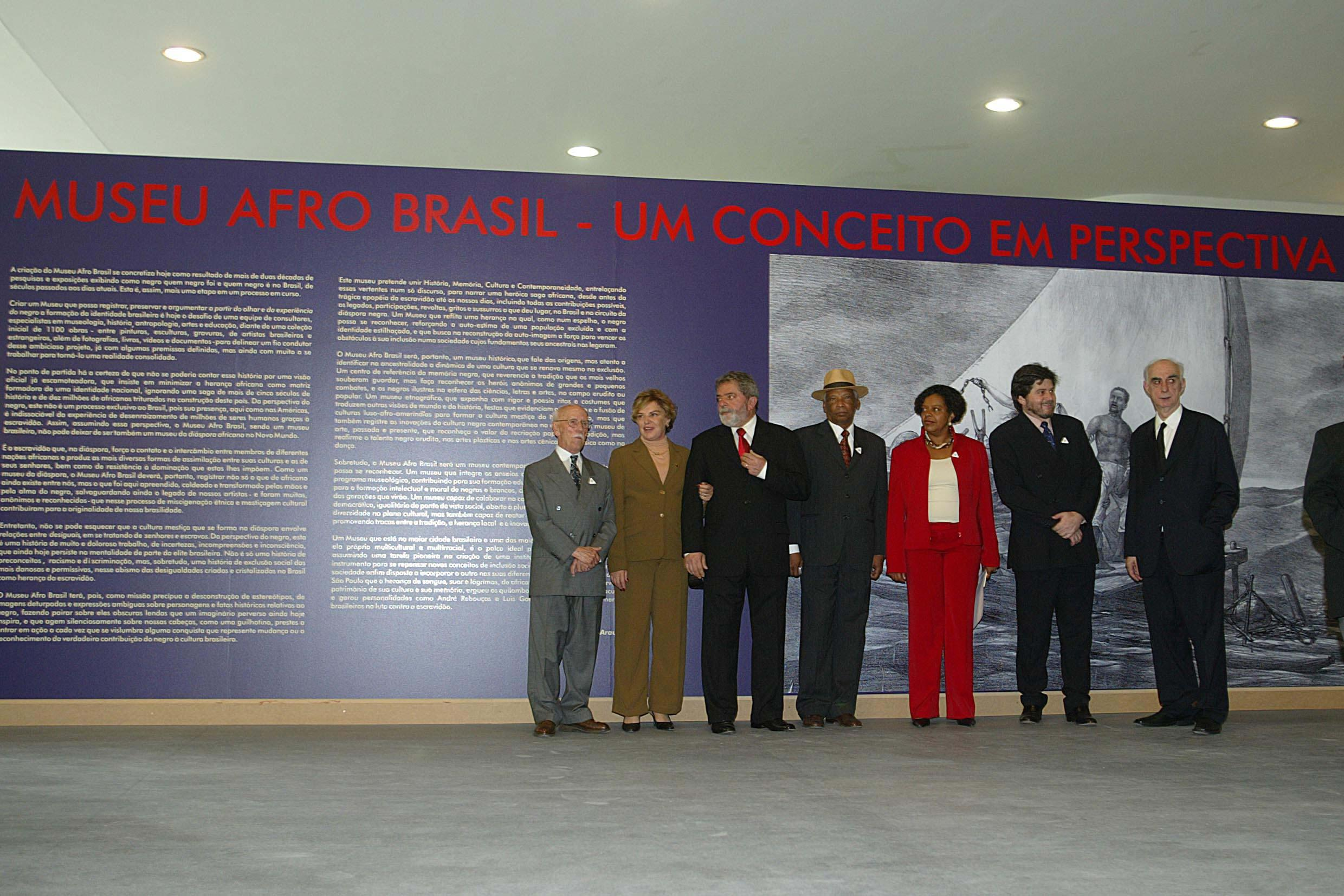
O Presidente Lula, o curador e outras autoridades na inauguração do Museu Afro Brasil.

Em 2004, Araújo - que já tentara, sem sucesso, viabilizar a criação de uma instituição voltada ao estudo das contribuições africanas à cultura nacional - apresentou a proposta museológica à então prefeita de São Paulo, Marta Suplicy. Encampada a ideia pelo poder público municipal, iniciou-se o projeto de implementação do museu. Foram utilizados recursos advindos de patrocínio da Petrobrás e do Ministério da Cultura (Lei Rouanet). A gestão do projeto museológico ficou a cargo do Instituto Florestan Fernandes. Para formar o acervo inicial, Emanoel Araújo cedeu 1.100 peças de sua coleção particular em regime de comodato. Ficou decidido que o museu seria instalado no Pavilhão Padre Manoel da Nóbrega. O edifício, pertencente à prefeitura, encontrava-se cedido ao Governo do Estado desde 1992 e abrigou por um tempo uma extensão da Pinacoteca do Estado. Em 2004, retornou à administração municipal e passou por adaptações para receber o museu. A 23 de outubro desse mesmo ano, o Museu Afro Brasil foi inaugurado, na presença do Presidente Luiz Inácio Lula da Silva e de outras autoridades.
O Museu Afro Brasil se propõe a tratar da contribuição do homem negro no Brasil por meio de três vertentes: memória, história e arte. O objetivo da instituição é utilizar seu acervo etnográfico, histórico e artístico para embasar a criação de um centro de reflexões sobre a cultura afro-brasileira, que envolva também as suas decorrências imateriais e a necessidade de preservar a consciência histórica. Visando a formação do público, o museu mantém uma eclética agenda cultural, oferece palestras e cursos e diversas exposições temporárias ligadas ao tema da produção cultural afro-brasileira e do resgate da memória do universo negro. O museu tem conseguido ampliar consideravelmente seu acervo, por meio de aquisições,  doações e empréstimos de colecionadores particulares e de outras instituições. Em 2005, o museu inaugurou a "Biblioteca Carolina Maria de Jesus". Formado a partir da coleção particular de Emanoel Araújo, o acervo da biblioteca foi recentemente magistralmente ampliado por meio da doação da Biblioteca Escravidão - Tráfico - Abolição, o mais importante e raro acervo de títulos sobre o tema existente no país, oferecido à instituição por Ruy Sousa e Silva e Leonardo Kossoy.

## O Pavilhão Padre Manoel da Nóbrega
O Pavilhão Padre Manoel da Nóbrega, originalmente denominado Palácio das Nações, é um dos edifícios integrantes do conjunto arquitetônico do Parque do Ibirapuera, concebido pelo arquiteto Oscar Niemeyer com cálculo estrutural do engenheiro Joaquim Cardozo. O projeto, encomendado por Ciccillo Matarazzo visando às comemorações oficiais do IV Centenário da Cidade de São Paulo, pretendia transformar o novo parque da cidade em um centro irradiador de arte e cultura. Além do Palácio das Nações, compõem o conjunto o Palácio dos Estados (sede da PRODAM), o Palácio das Indústrias (Pavilhão da Bienal), o Palácio das Exposições (Oca), o Palácio da Agricultura (sede do DETRAN) e o auditório (construído recentemente). O conjunto é tombado pelo Instituto do Patrimônio Histórico e Artístico Nacional.
O Palácio das Nações foi inaugurado em dezembro de 1953. Nesse mesmo ano, divide com o Palácio das Indústrias a função de sede da histórica II Bienal Internacional de São Paulo, abrigando parte das 3.374 obras expostas nessa edição, dentre as quais, 74 telas de Pablo Picasso, incluindo a célebre Guernica. Os dois pavilhões também sediaram a III edição da Bienal, em 1955. Entre 1961 e 1991, o edifício, já rebatizado como "Pavilhão Padre Manoel da Nóbrega", abrigou a prefeitura de São Paulo. Com a transferência do executivo municipal para o Palácio das Indústrias, o edifício foi cedido ao Governo do Estado em 1992, e passou a ser utilizado como extensão da Pinacoteca do Estado. Em 2004, o pavilhão retornou à administração municipal, tornando-se sede do Museu Afro Brasil.
O edifício possui 11 mil metros quadrados de área construída, divididos em três pavimentos. Além dos espaços expositivos, áreas de atuação didática, reserva técnica e escritórios administrativos, abriga a Biblioteca Carolina Maria de Jesus e o Teatro Ruth de Sousa.

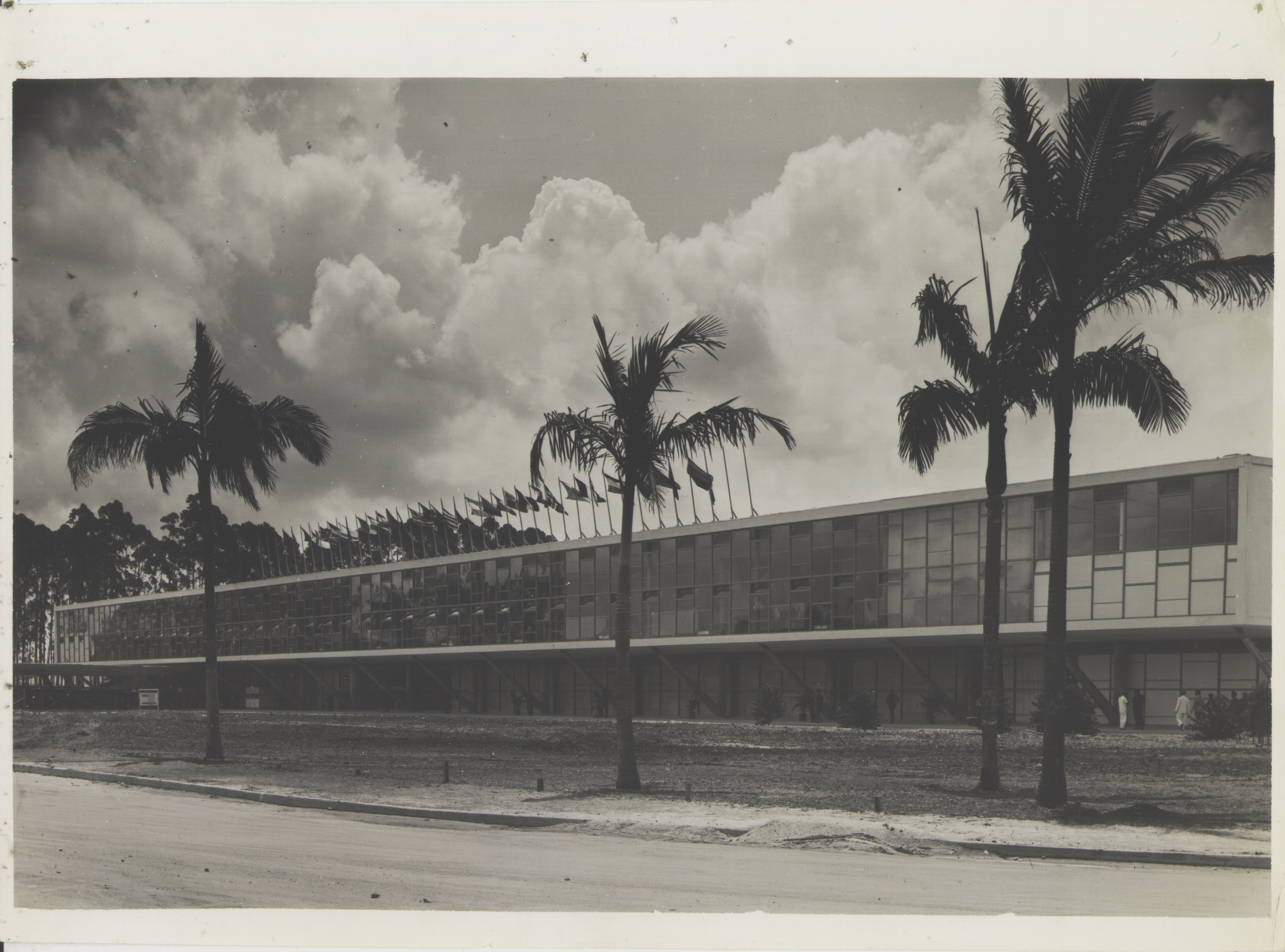
Vista parcial do Palácio das Nações por Werner Haberkorn
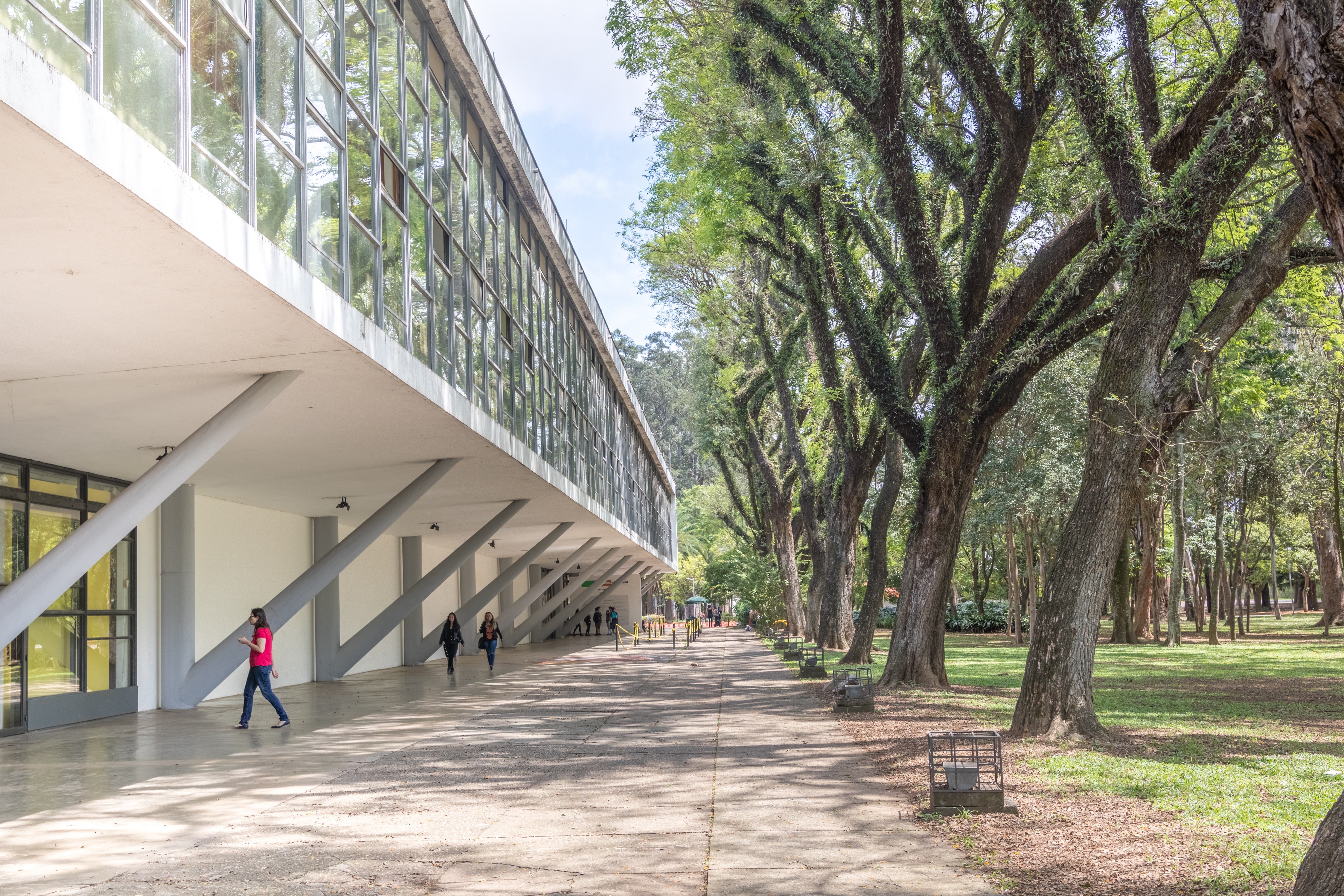
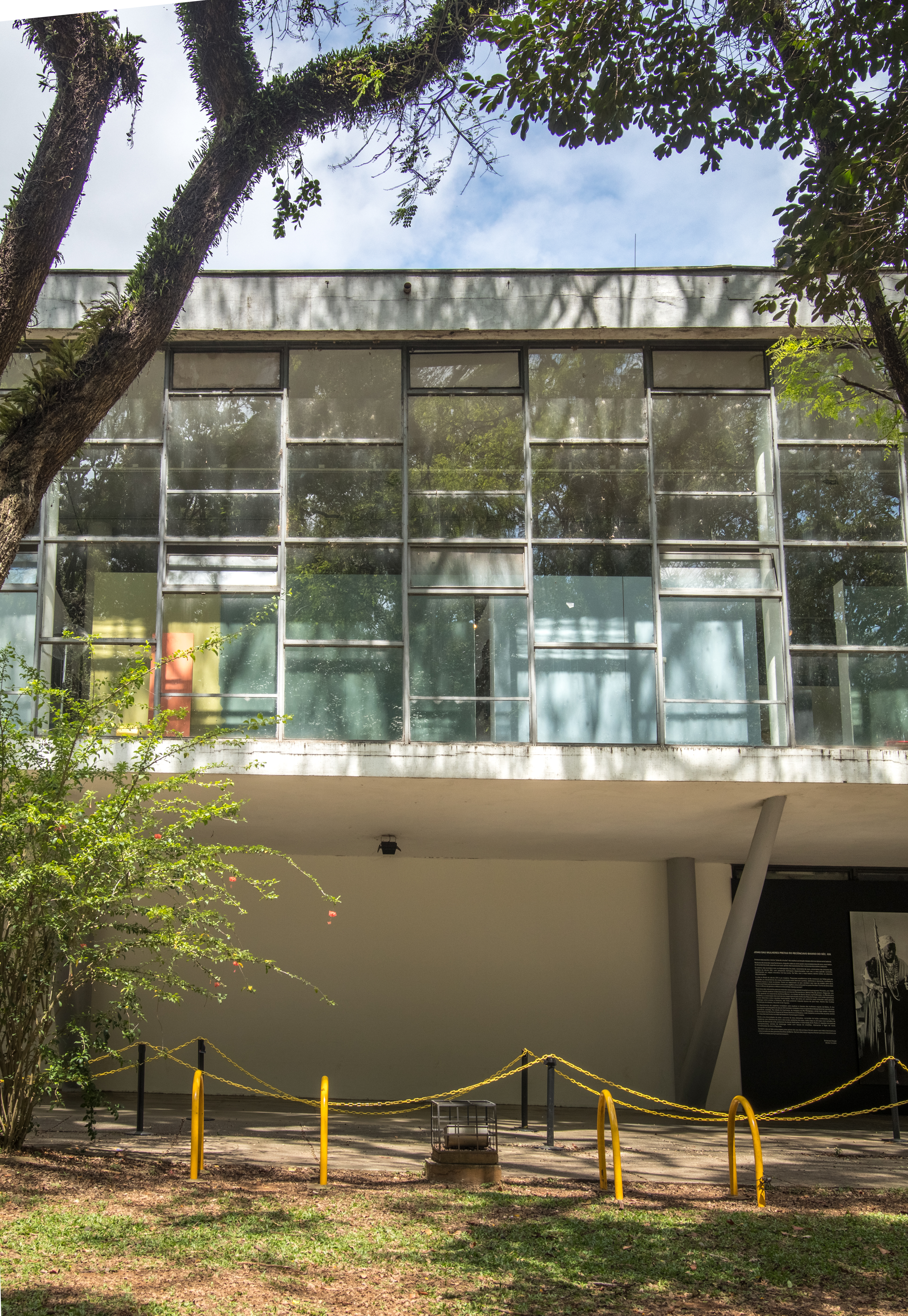
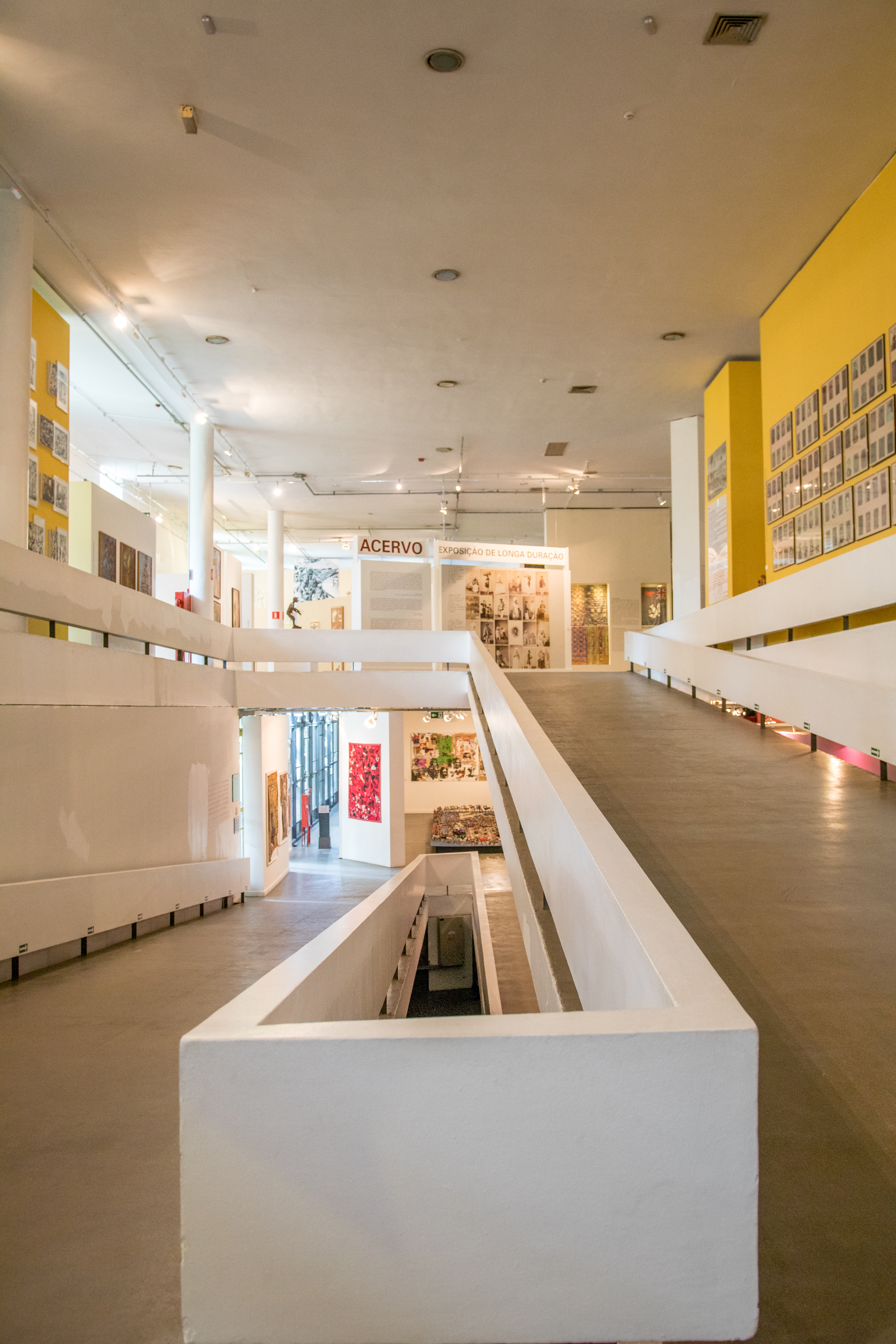
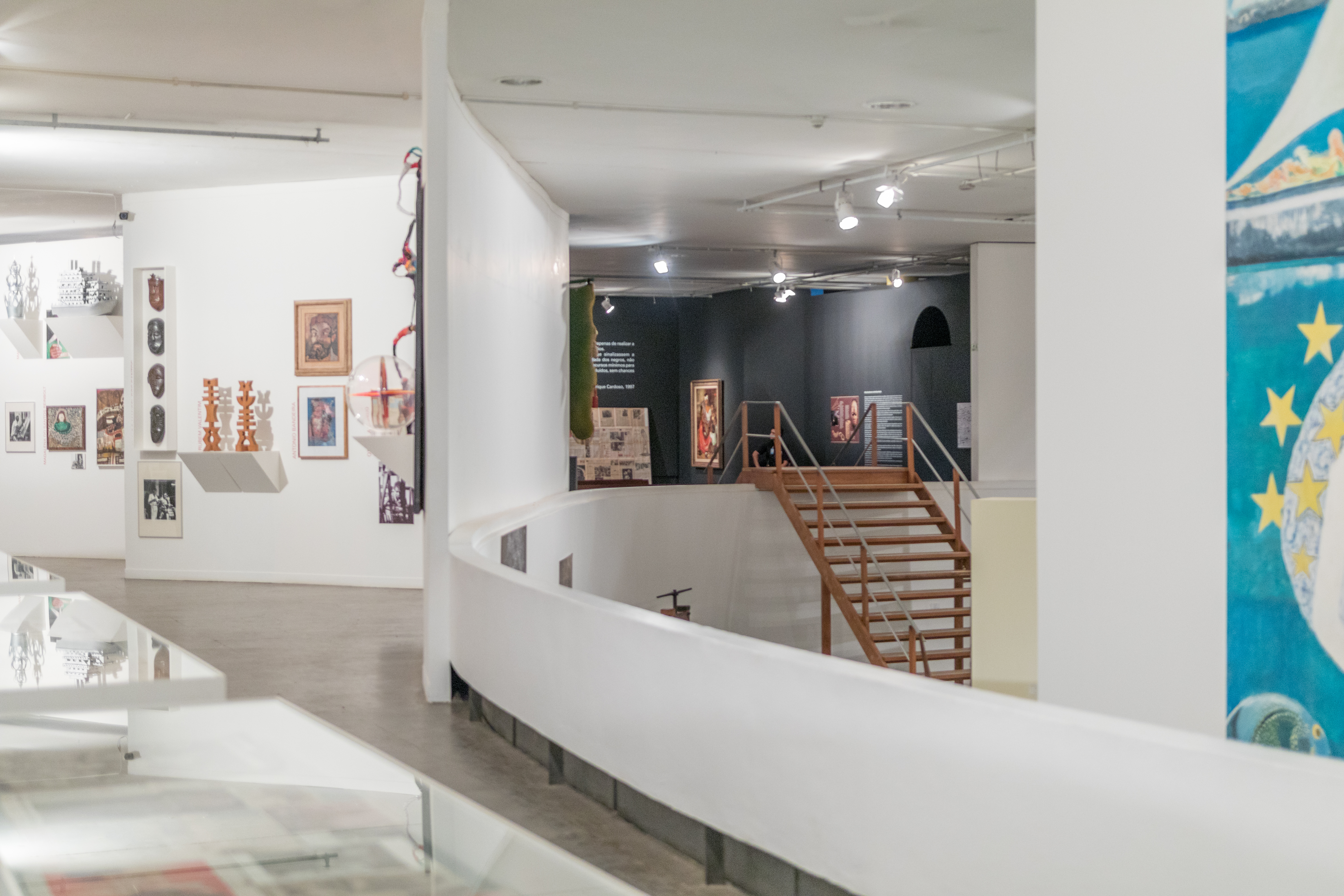
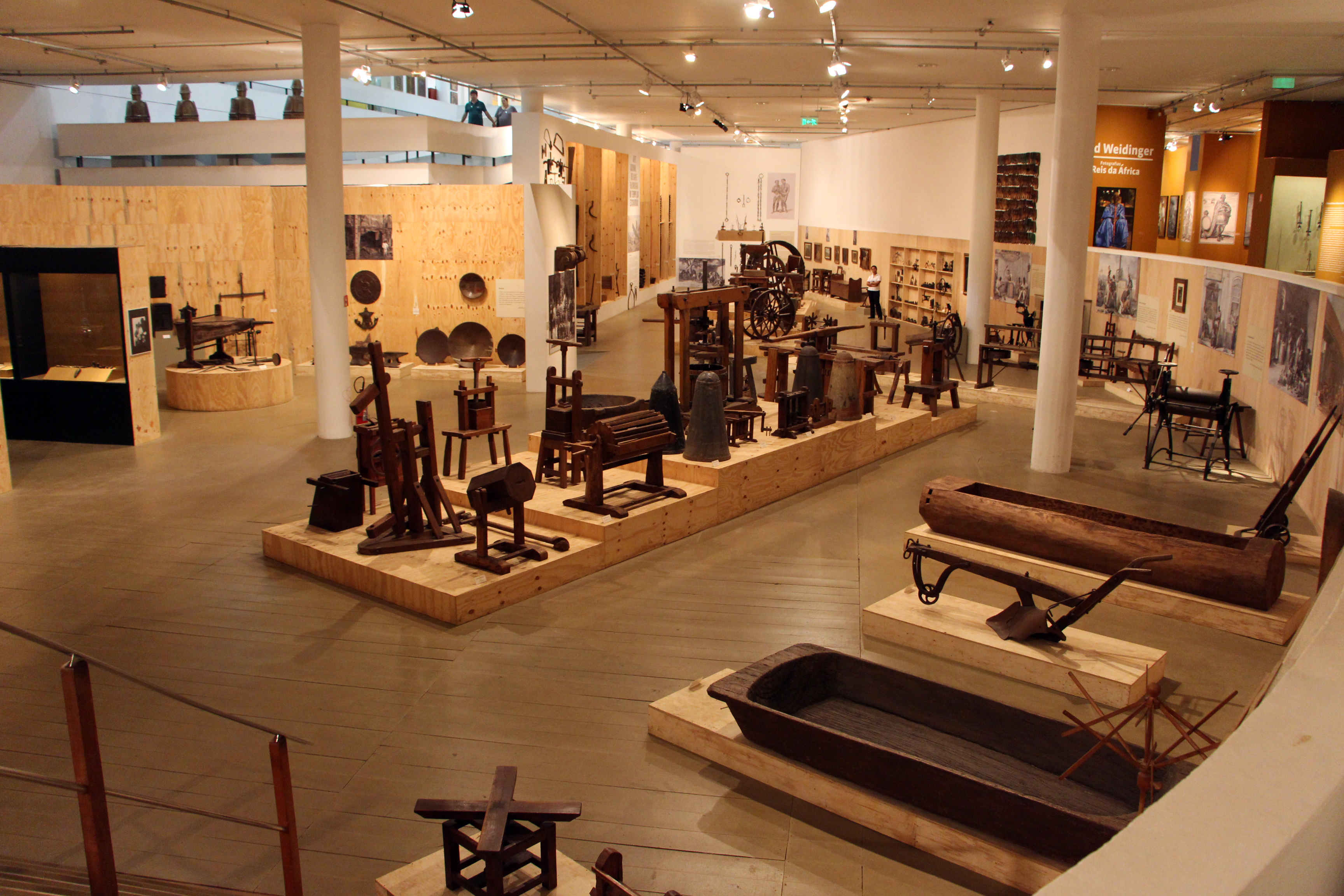

## Acervo

### África
O núcleo do acervo dedicado à história, cultura e arte da África conserva um grande número de objetos, das mais diversas concepções estéticas e funcionalidades, produzidos, majoritariamente, por grupos étnicos das nações subsaarianas, entre os séculos XV e XX. Há obras de uso ritual, mágico ou religioso (representações de deuses e outras entidades divinas, figuras maternas ligadas a rituais de fertilidade, estatuetas investidas de poder medicinal, etc.) e artefatos de uso cotidiano (cachimbos de procissão, pentes, relicários e elementos do mobiliário).
Os materiais utilizados (madeira, marfim, terracota, tecidos, contas etc.) variam de acordo com a proveniência. Diversos grupos culturais e países estão representados: Attie (Costa do Marfim), Bamileque (Camarões), Yombe, Luba (Rep. Democrática do Congo), Iorubás (Nigéria), entre muitos outros. Destaca-se a rica coleção de máscaras africanas, composta por peças de admirável senso estético e imbuídas de diversas simbologias, utilizadas em cultos e ritos ancestrais e como instrumentos de controle e regulamentação da ordem social em inúmeros grupos étnicos (Iorubás, ecóis, Bobo, Gueledé, etc.).
O núcleo também abarca uma série de obras produzidas por artistas europeus, abordando aspectos importantes da historiografia africana. Há mapas holandeses do século XVII, reproduzindo o território africano, litografias de cunho etnológico produzidas por Rugendas, gravuras e fotografias retratando poderosas figuras dos reinos africanos do passado.

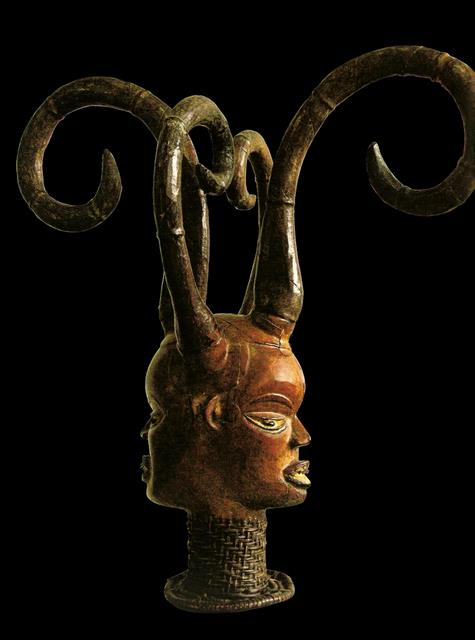
Máscara Egbo Ecói. Ecóis, Nigéria/Camarões (século XIX)
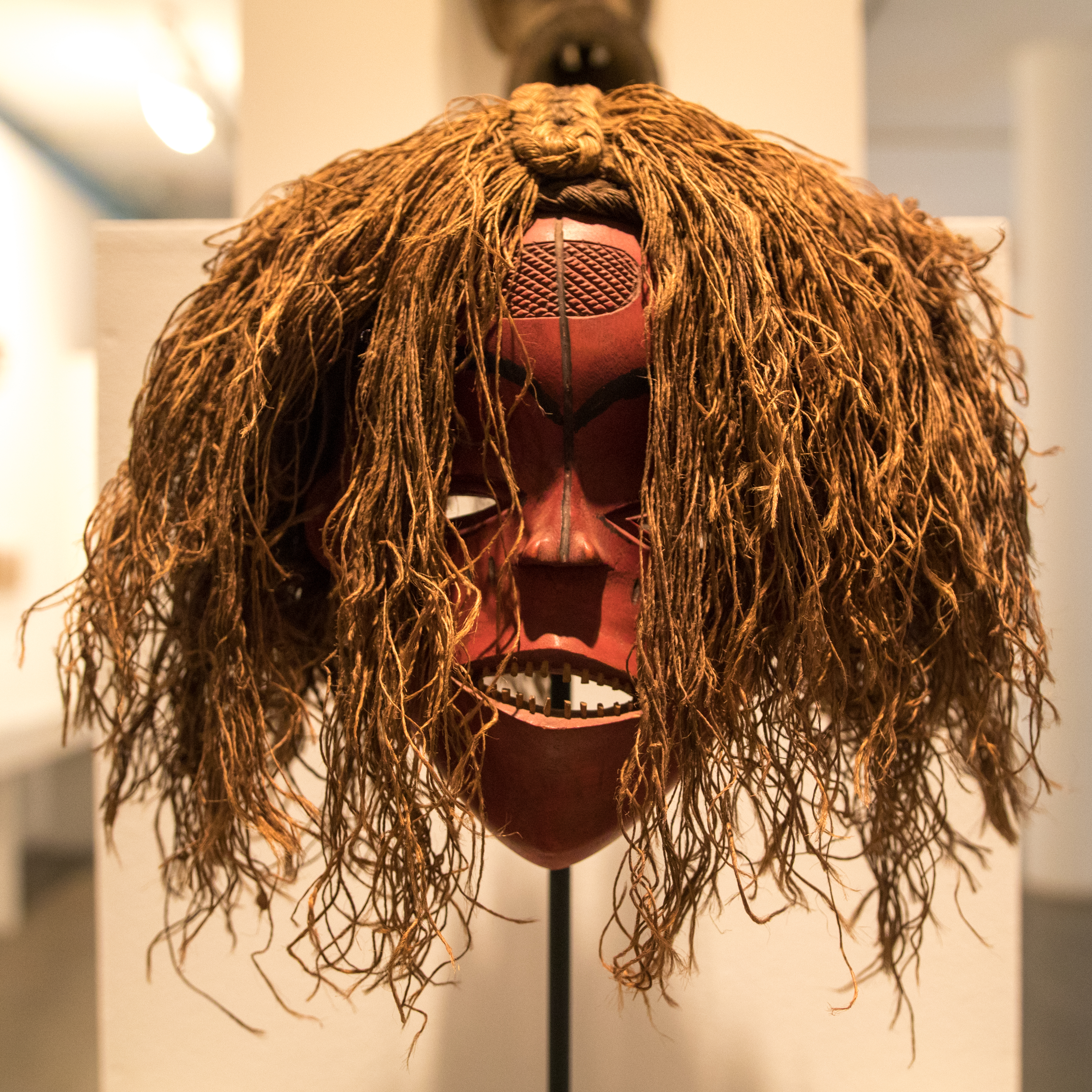
Máscara dos iacas, Angola.
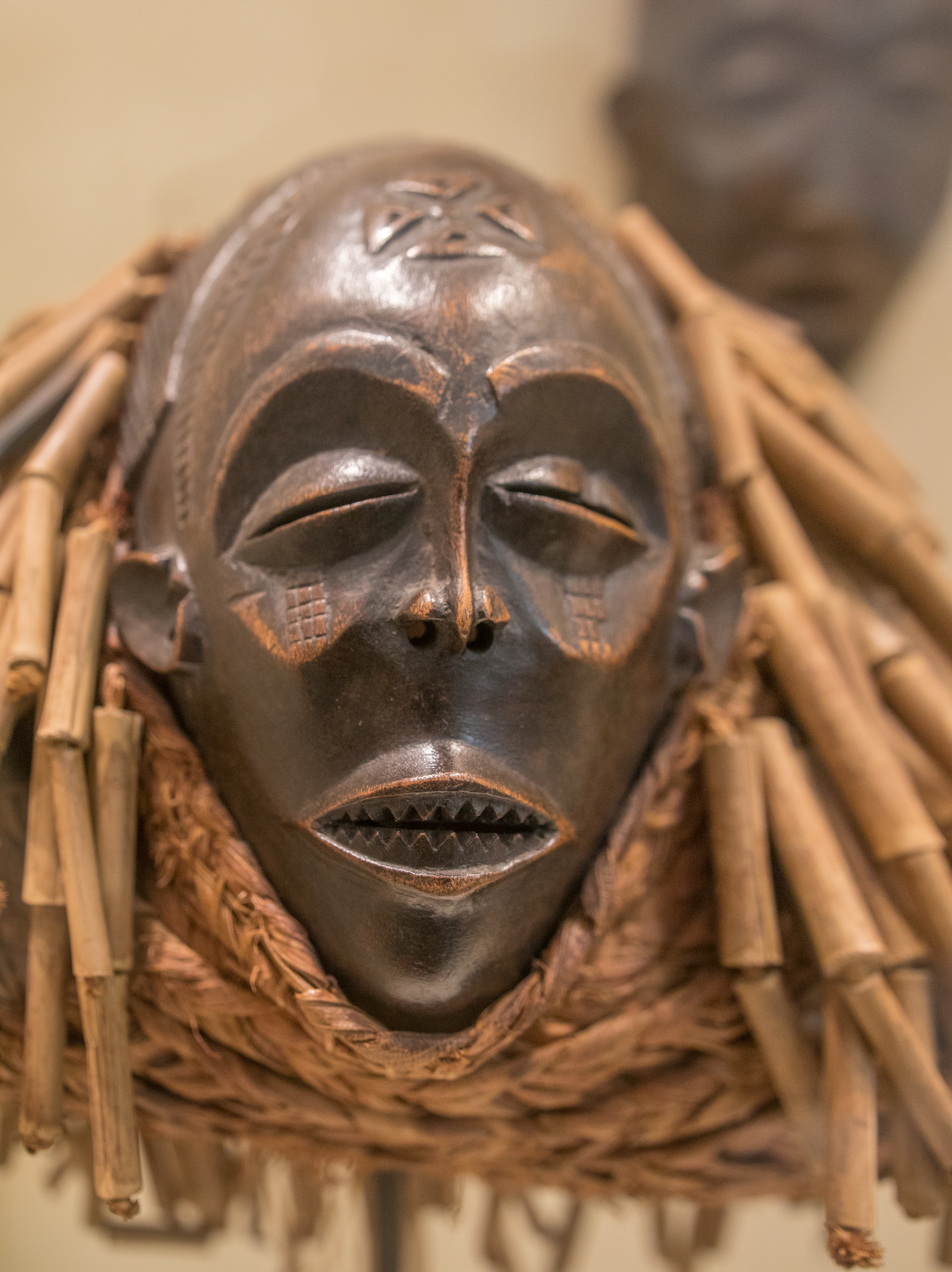
Máscara Muana Puo dos chócues, Angola.
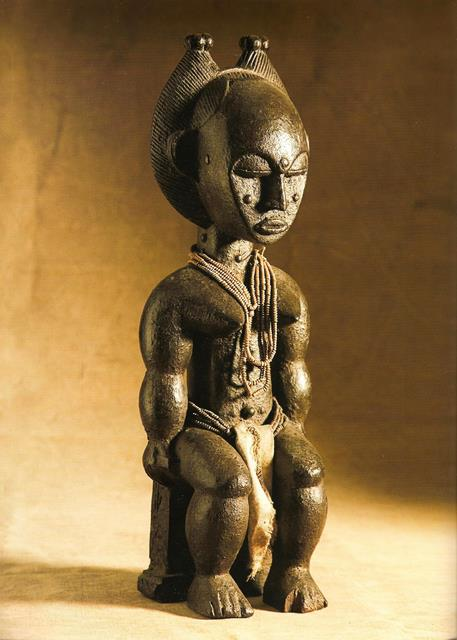
Deusa Attie. Grupo étnico Attie, Costa do Marfim (século XIX).
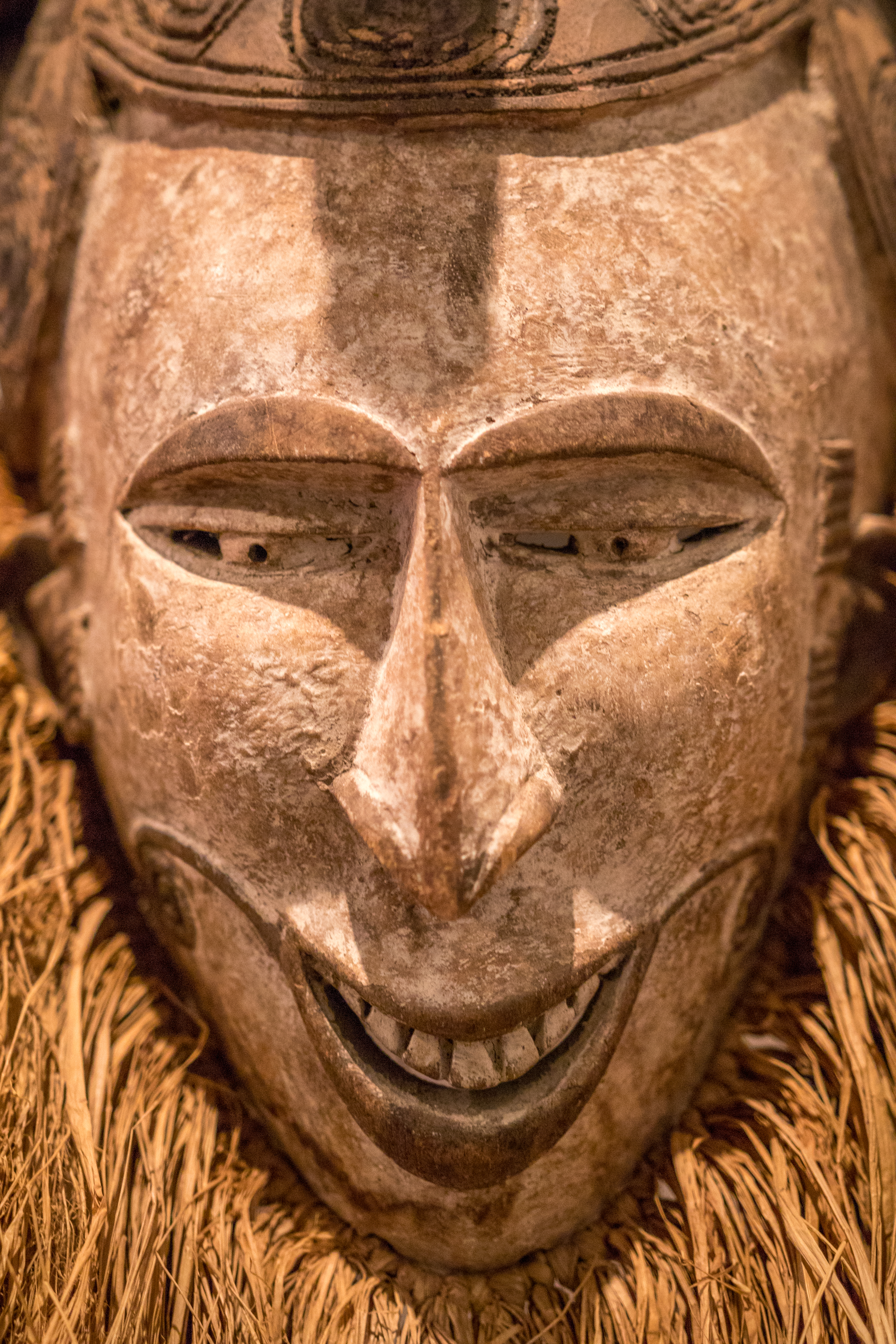
Máscara Abogo Muo dos ibos, Nigéria.

### Trabalho e escravidão
Esse núcleo trata do papel dos africanos escravizados e seus descendentes na construção da sociedade brasileira, como mão-de-obra fundamental em todos os ciclos de desenvolvimento econômico do país. Conserva documentos iconográficos que atestam tanto a brutalidade desse processo quanto a assimilação gradual e silenciosa por parte da sociedade dos valores e costumes africanos advindos com a diáspora. Há várias litografias de Debret e Rugendas, registrando os castigos aplicados aos escravos por seus senhores, as viagens nos porões dos navios negreiros e o trabalho forçado nos engenhos de cana-de-açúcar.
O núcleo conserva diversas ferramentas de marcenaria, carpintaria e outros instrumentos de trabalho utilizados por escravos, além de uma série de instrumentos de tortura e castigo, como gargalheiras, palmatórias e vira-mundos. O núcleo também abarca uma série de fotografias, de autores como Marc Ferrez, Victor Frond e Virgílio Calegari, registrando negros escravos e libertos em seus ofícios.
Outra coleção importante desse núcleo é composta por documentos relacionados à resistência africana à escravidão e a participação dos negros nos movimentos de independência do Brasil. Há mapas de quilombos do século XVIII, anúncios de recompensas pela captura de escravos fugidos, representações artísticas de líderes da resistência negra e personalidades ligadas ao movimento abolicionista, como Zumbi dos Palmares e José do Patrocínio, executadas por artistas como Alípio Dutra e Antônio Parreiras.

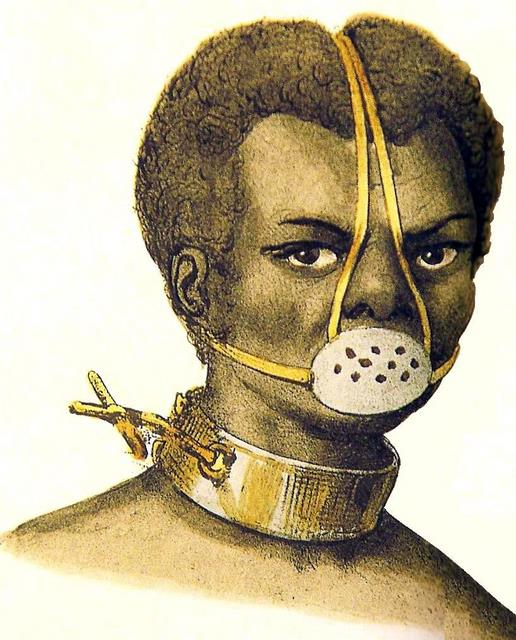
Jacques Ettiene Arago. Castigo de Escravo (1839). Litografia colorida à mão.
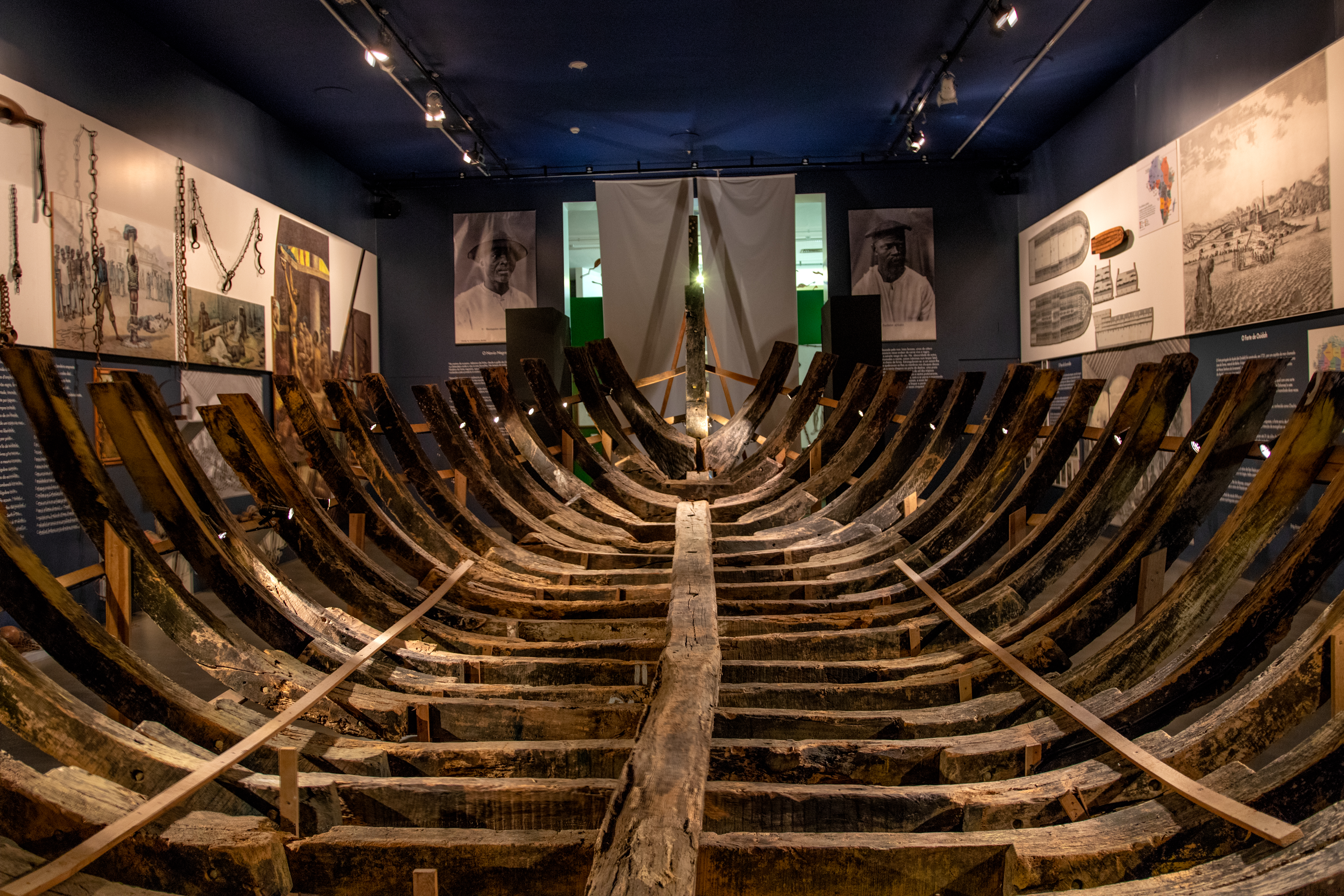
Navio negreiro
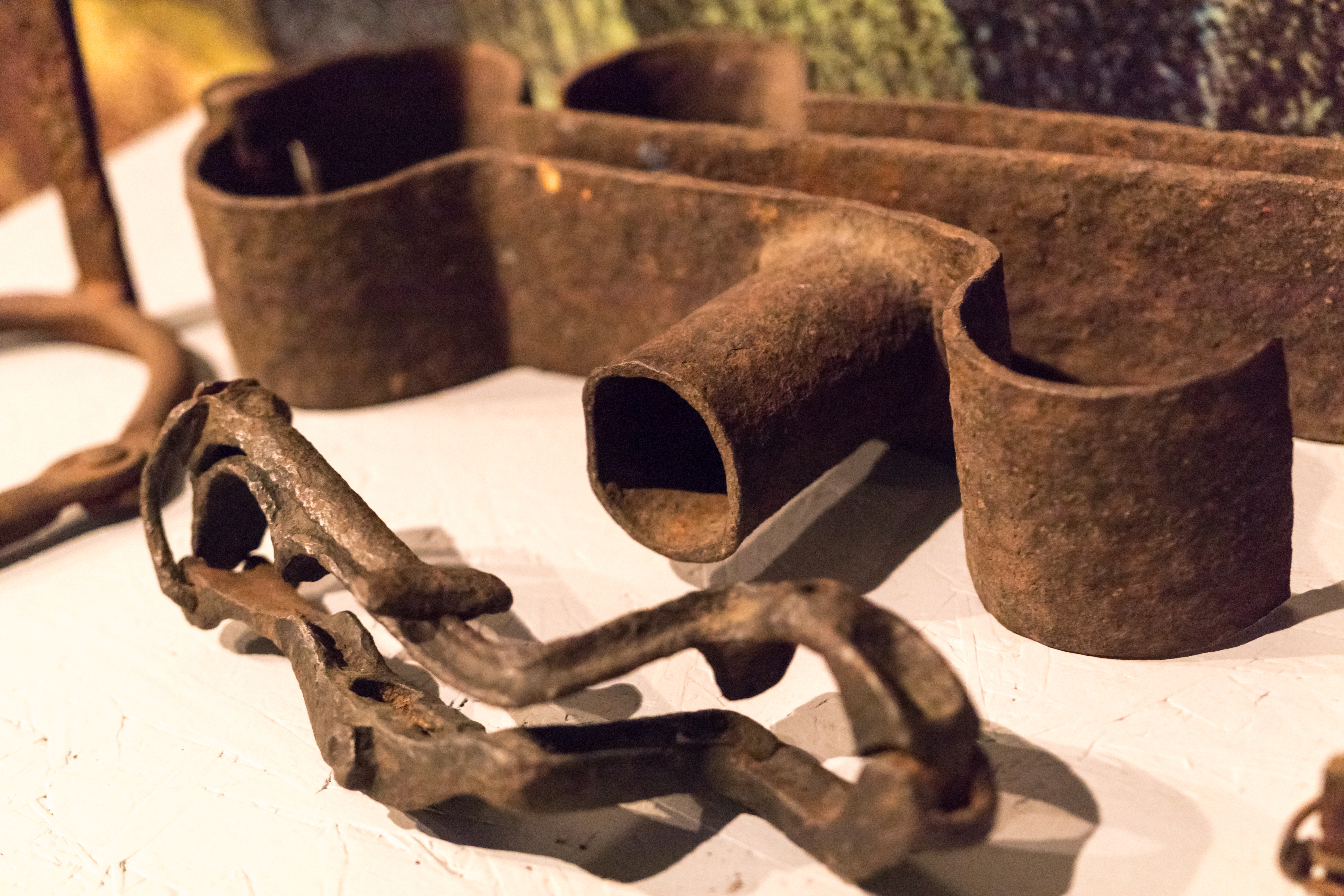
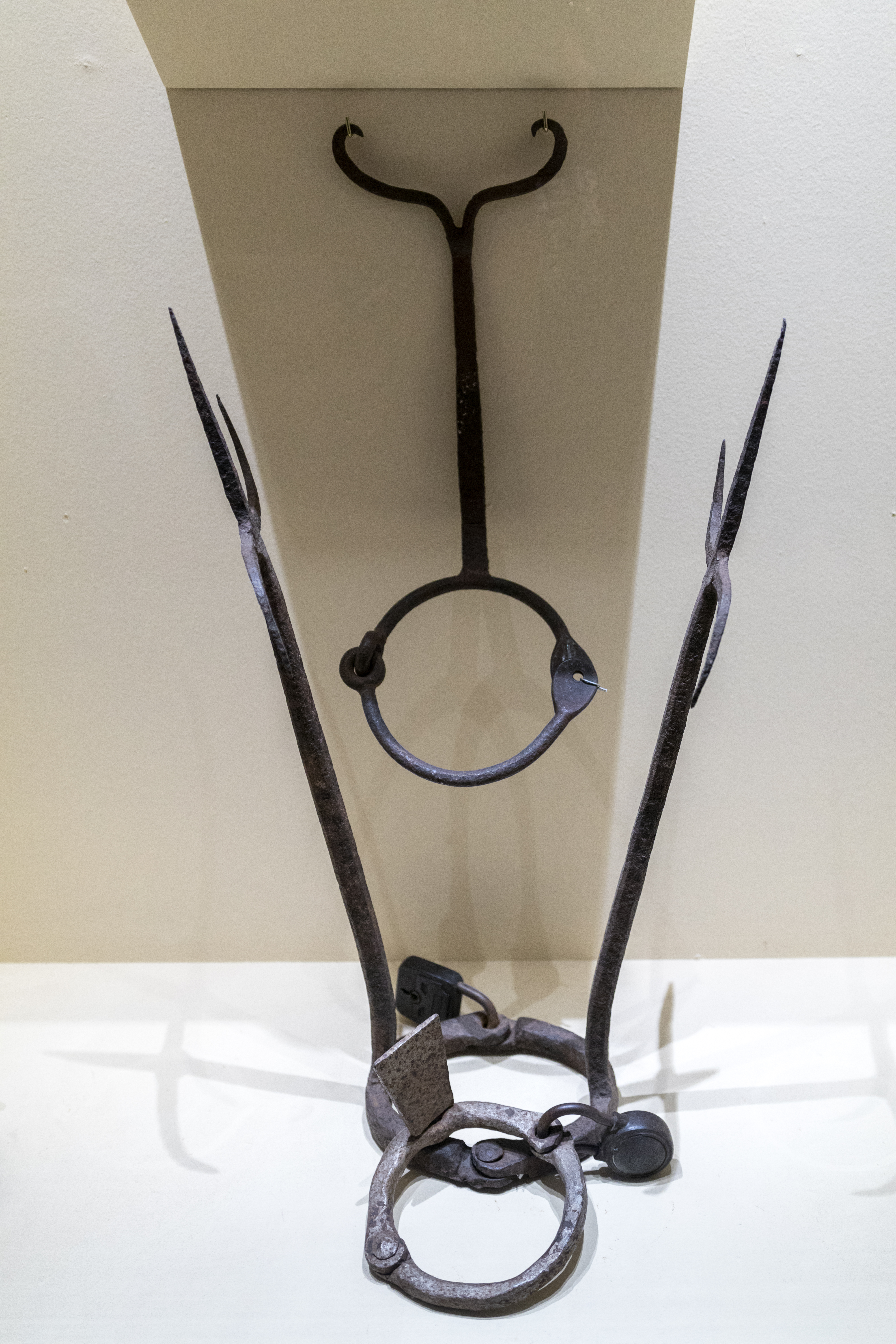

### Sagrado e profano

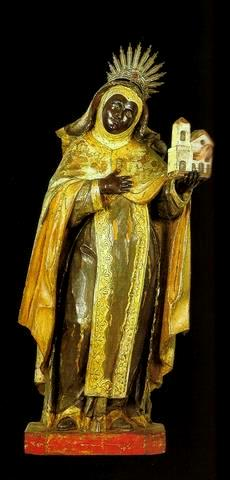
Santa Ifigênia (Minas Gerais, século XVIII)

Nesse núcleo são conservadas obras relacionadas à imposição da fé cristã sobre os negros cativos, documentando amplamente o subsequente sincretismo religioso que marca a sociedade brasileira. As celebrações festivas católicas – vistas no período colonial como grandes acontecimentos cívicos e importantes instrumentos para a difusão da doutrina cristã - forneceram espaços sociais para que os escravos africanos e seus descendentes se apropriassem dessas festividades, muitas vezes adaptando a simbologia católica aos referenciais de suas culturas e ritos de origem.
Destaca-se no acervo um grande número de gravuras, aquarelas e fotografias, documentando tanto festas religiosas do catolicismo popular e das confrarias afro-brasileiras (festas de Nossa Senhora do Rosário, do Divino e da Irmandade da Boa Morte) quanto celebrações "folclóricas" de influência negra (congadas, maracatu, bumba meu boi, coroação dos reis negros, etc.), além dos adornos, máscaras, objetos e vestimentas utilizados nessas festividades. O culto a santos negros, como Santo Elesbão, Santa Ifigênia e São Benedito, está representado por meio de uma seleção de imaginária do período colonial. É importante também a ampla coleção de ex-votos – imaginária imbuída de intenção votiva, quer mágica, quer religiosa, amplamente produzida no Brasil Colônia.

### Religiosidade afro-brasileira

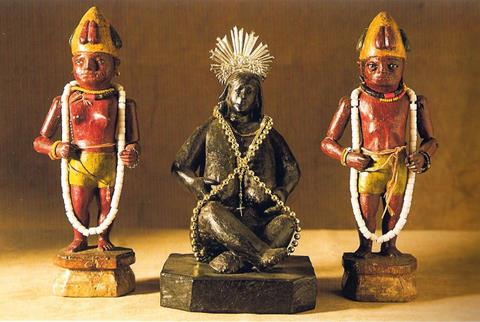
Ibejis e Iemanjá (séc. XIX)

Além da apropriação e reinterpretação de elementos presentes nas festividades católicas, a escravidão forçou o contato e a convivência entre religiões de distintos povos africanos, resultando em uma múltipla assimilação de elementos semelhantes de suas culturas. Dessa forma, fundiram-se divindades, ritos e cultos de origens distintas em uma amálgama comum, de que resultaram as religiões afro-brasileiras. Neste núcleo são conservadas peças relacionadas a essas religiões, seus personagens e ritos, compreendendo desde esculturas e fotografias até vestimentas e altares, datados do período colonial aos dias de hoje.
Destacam-se as várias peças relativas ao Quimbanda, ao Xangô e, principalmente, ao Candomblé – religião de origem iorubá, bastante difundida em todo o território brasileiro -, como estatuetas de Iemanjá, Ibejis e objetos rituais de orixás, produzidos no Brasil e na África, em suas mais diversas vertentes (Kekes, Jejes, Angola, etc.). Há vários exemplares de balangandãs, joias e amuletos utilizados por baianas em ocasiões festivas e rituais. Há também um importante conjunto de fotografias de artistas como Pierre Verger, Mário Cravo Neto, Maureen Bisilliat e Adenor Gondim, documentando ritos religiosos afro-brasileiros.

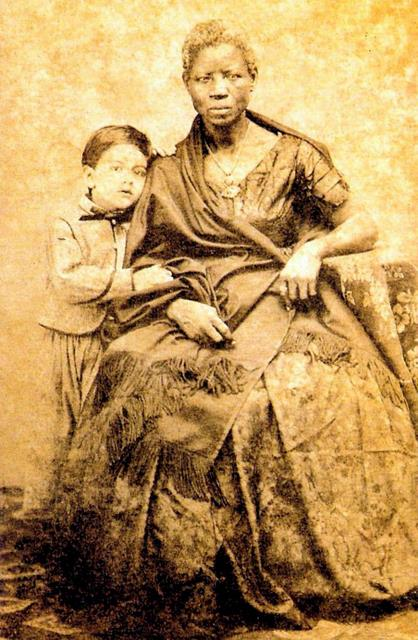
João Ferreira Villela Artur Gomes Leal com a ama-de-leite Mônica. (1860)

### História e memória
No núcleo dedicado à história e à memória, a preocupação maior encontra-se em resgatar e recordar os grandes expoentes negros e mulatos que se destacaram em diversas áreas, desde o período colonial até os dias de hoje. Assim, conservam-se pinturas, fotografias, esculturas, gravuras e documentos relacionados a personalidades históricas (Zumbi dos Palmares, Henrique Dias, José do Patrocínio), escritores e jornalistas (Luís Gama, Antônio Gonçalves Crespo, Cruz e Sousa, Machado de Assis), engenheiros (André Rebouças, Teodoro Sampaio), médicos (Juliano Moreira), artistas (Ruth de Souza) e  intelectuais em geral (Milton Santos, Manuel Querino etc.).
O núcleo também é composto testemunhos materiais da evolução histórica do negro no Brasil. Há objetos e documentos que relatam o envolvimento dos negros em episódios históricos como a Batalha dos Guararapes, o Levante dos Malês, a Guerra do Paraguai, a Revolta da Chibata e a Revolução de 1932. Há uma vasta iconografia acerca do movimento abolicionista do século XIX, além de uma significativa mostra de ensaios e periódicos produzidos pela imprensa negra do Brasil nos séculos XIX e XX (coleções de jornais como A Liberdade, A Voz da Raça e O Clarim d'Alvorada, entre outros).

### Artes

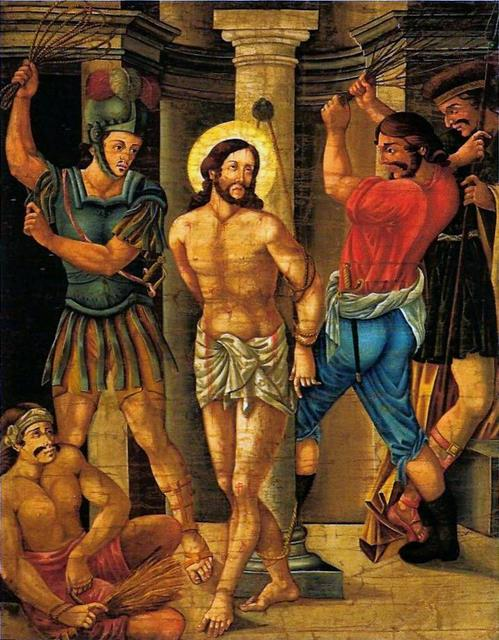
Joaquim José da Natividade. Bandeira de Procissão da Paixão de Cristo, Minas Gerais, século XVIII.

Este núcleo conserva importantes exemplares da presença negra ao longo de toda a evolução das artes no Brasil. Conserva sobretudo obras de arte executadas por artistas negros e mulatos, mas também abarca peças que possuam o universo negro como tema. É perceptível e bem documentada a forte presença de artistas negros durante o período colonial, que acabaria por marcar de forma definitiva a arte brasileira. No inventário de preciosidades do museu, conservam-se esculturas de Aleijadinho e Mestre Valentim, e pinturas de José Teófilo de Jesus, Frei Jesuíno do Monte Carmelo, Veríssimo de Freitas e Joaquim José da Natividade.

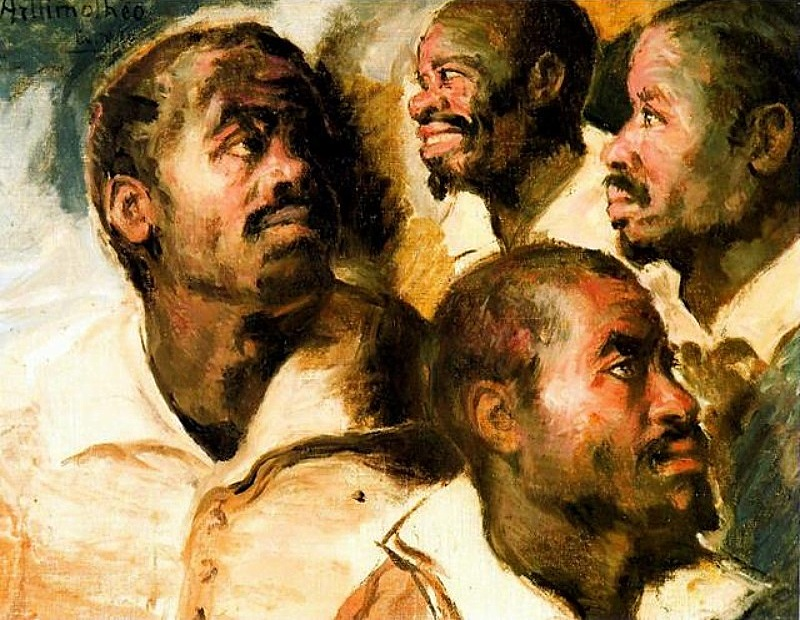
Artur Timóteo da Costa. Estudo de Cabeças, século XIX.

Com a instituição do ensino oficial pela Academia Imperial de Belas Artes (intimamente associado à formação da elite econômica do país) diminui sensivelmente a contribuição negra à arte nacional. Mesmo assim, conservam-se importantes exemplares dessa corrente, representada no acervo pelas naturezas-mortas de Estêvão Silva, nos retratos realizados por Antônio Rafael Pinto Bandeira e Emmanuel Zamor, nas paisagens de Antônio Firmino Monteiro e no vasto conjunto de pinturas executadas pelos irmãos João e Artur Timóteo da Costa (autorretratos e retratos de negros, marinhas, paisagens e estudos de nus, entre outros).
No segmento referente à arte do século XX, há um conjunto de telas de Benedito José Tobias, várias serigrafias e esculturas de Rubem Valentim, e outras obras de Heitor dos Prazeres, Ronaldo Rego, Octávio Araújo, Manuel Messias, Joseph Pace, Caetano Dias, José Igino, Tibério, Jorge Luís dos Anjos, entre outros. Por fim, há conjuntos representativos de arte popular afro-brasileira, onde se destacam as obras de Mestre Didi, e uma coleção de fotografias artísticas, de nomes como Madalena Schwartz, André Vilaron, Eustáquio Neves, Sergio Valle Duarte,  Walter Firmo, Alfred Weidinger entre outros.

## Eventos
O Museu Afro Brasil para os eventos dispõe do Teatro Ruth de Souza, um auditório que recebe artistas brasileiros e internacionais e que promove encontros com intelectuais e políticos. Para a Copa do mundo de futebol Brasil 2014 e  no âmbito das celebrações do décimo aniversário do Museu Afro Brasil (2004-2014), o museu organiza a exposição "O Negro no Futebol Brasileiro, A arte os artistas (Homenagem a Mário Filho)" que comemora os jogadores afrodescendentes como Pelé,  Garrincha,  Didi,  Djalma Santos,  Barbosa,  Zizinho et Jairzinho na história do futebol no Brasil e a suas importância na construção da identidade nacional brasileira.